# Сосновий ліс (парк, Тальнівський район)
Сосновий ліс — парк-пам'ятка садово-паркового мистецтва місцевого значення в Україні. Розташовано в с. Піщана (Тальнівський район, Черкаська область).

## Опис
Як об'єкт природно-заповідного фонду створено рішенням Черкаської обласної ради від 25.10.2019 року № 32-41/VII. Землекористувач та землевласник — Лоташівська сільська рада.
Площа 20,7 га. Під охороною переважно заліснена ділянка з багатим видовим складом, що використовується з рекреаційною, науково-дослідною та освітньою метою.